# Need for Speed : Poursuite infernale 2
Need for Speed : Poursuite infernale 2 (ou Need for Speed: Hot Pursuit 2 en anglais) est un jeu vidéo de course sorti en 2002. Il est le premier Need for Speed du studio de développement EA Black Box et des consoles de jeux de sixième génération.

## Modes de jeu
Le titre propose d'ailleurs dans ce domaine quelques modes sympathiques qui devraient satisfaire la plupart des accros du volant. Tantôt pilote hors-la-loi ou contrebandiers, on pourra aussi s'essayer au rôle de flic chassant des imprudents sur ces mêmes routes, ou encore simplement effectuer des courses sans être importuné par les forces de l'ordre. Dans tous les cas, de très nombreux challenges sont proposés offrant ainsi une durée de vie conséquente. On peut même effectuer une balade libre, simplement pour admirer les décors ou mieux connaître les raccourcis d'un circuit.
- Poursuite infernale : Courses en tant que contrebandier ou policier
- Championnat : Courses avec des adversaires sans policiers
- Course simple: Course avec vos options
- Course rapide: Course lancée immédiatement avec des options aléatoires

## Voitures
Il existe, en plus des voitures citées ci-dessous, des versions "need for speed" : voitures fictives possédant des améliorations par rapport au véhicule original.(performance et notamment des coloris particuliers nacrés...
Voitures en mode 'normal'
- Lotus Elise
- Vauxhall VX220
- Opel Speedster
- Ford TS50
- Mercedes CL55 AMG
- Jaguar XKR
- BMW M5
- BMW Z8
- HSV Coupé GTS
- Ford Mustang SVT Cobra R
- Chevrolet Corvette Z06
- Dodge Viper Gts
- Ferrari 360 Spider
- Porsche 911 Turbo
- Ferrari 550 Barchetta
- Lamborghini Diablo 6.0 VT
- Aston Martin V12 Vanquish
- Porsche Carrera GT
- Lamborghini Murciélago
- Mercedes CLK GTR
- Ferrari F50
- McLaren F1
- McLaren F1 LM

Voitures en mode 'policier'
- Ford Crown Victoria
- Ford TS50
- BMW M5
- HSV Coupé GTS
- Chevrolet Corvette Z06
- Dodge Viper GTS
- Porsche 911 Turbo
- Lamborghini Diablo 6.0 VT
- Lamborghini Murciélago

## Circuits
Le jeu possède 4 univers graphiques (Bois de Sequoias côtier, Tropical volcanique, Montagnard automnal, Méditerranéen) qui accueillent chacun 3 circuits, soit 12 circuits au total. 
- Faubourgs Insulaires
- Palm City
- Crépuscule Tropical
- Côte de Calypso
- Pays Viticole
- Paradis Méditérannéen
- Bois Côtier
- Parc National
- Route Touristique
- Route Alpine
- Vents Automnals
- Traversée automnale

## Bande originale
1. Bush - The People That We Love
2. The Buzzhorn - Ordinary
3. Course Of Nature - Wall Of Shame
4. Hot Action Cop - Fever For The Flava
5. Hot Action Cop - Going Down On It
6. Pulse Ultra - Build Your Cages
7. Rush - One Little Victory
8. Uncle Kracker - Keep It Coming
9. Matt Ragan - Bundle Of Clang
10. Matt Ragan - Cone Of Silence
11. Matt Ragan - Flam Dance
12. Humble Brothers - Black Hole
13. Humble Brothers - Brake Stand
14. Humble Brothers - Sphere
15. Rom - Cylkoid
16. The People That We Love (Instrumental)
17. Ordinary (Instrumental)
18. Wall Of Shame (Instrumental)
19. Fever For The Flava (Instrumental)
20. Going Down On It (Instrumental)
21. Build Your Cages (Instrumental)
22. One Little Victory (Instrumental)
23. Keep It Coming (Instrumental)

## Accueil
- Jeux vidéo Magazine : 17/20[1]